# Бад Зудероде
Бад Зудероде (њем. Bad Suderode) је дио града Кведлинбург у њемачкој савезној држави Саксонија-Анхалт. Посједује регионалну шифру (AGS) 15085035.

## Географски и демографски подаци
Насеље се налази на надморској висини од 199 метара. Његова површина износи 8,2 km². У самом мјесту је, према процјени из 2010. године, живјело 1.801 становника. Просјечна густина становништва износи 219 становника/km².

## Међународна сарадња
| Мјесто | Држава    | Врста сарадње | Од    |
| ------ | --------- | ------------- | ----- |
|        | Француска | контакт       | 1990. |
| Извор  |           |               |       |